# La Carmagnole
Pour les articles homonymes, voir Carmagnole.

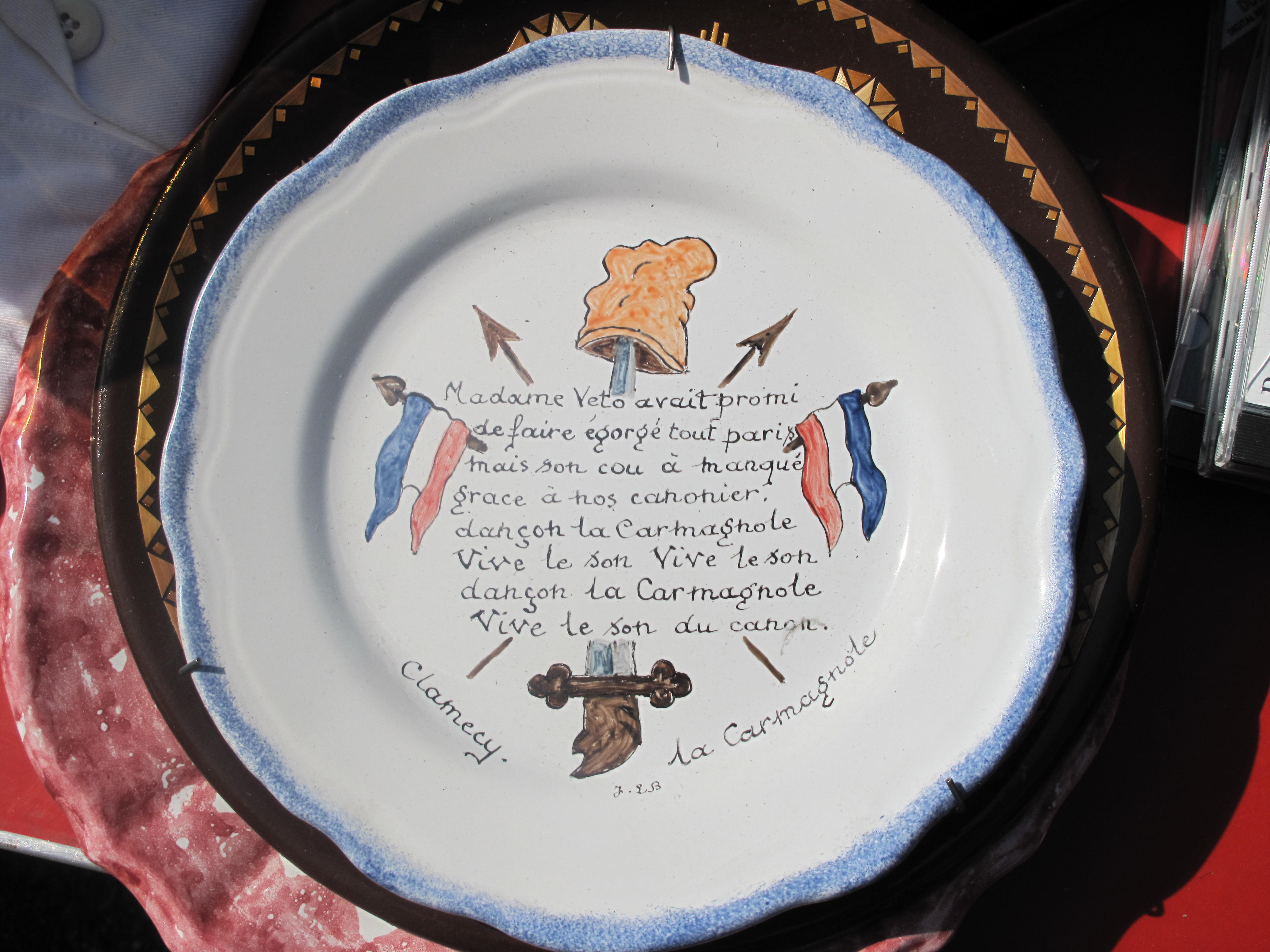
Assiette avec le texte du début de la chanson.

La Carmagnole est une chanson révolutionnaire créée en 1792 au moment de la chute de la monarchie (journée du 10 août 1792). Originaire du Piémont, ce chant gagne d’abord la région de Marseille, avant d’atteindre Paris. Elle se popularise ensuite dans toute la France après la chute du trône pour devenir un hymne des sans-culottes. Lors des épisodes révolutionnaires qui secouent le XIXe siècle français, elle réapparaît en s'ornant de nouveaux couplets. L'air est par contre plus ancien, noté 673 de La Clé du Caveau.
On appelle aussi « carmagnoles » les discours prononcés à la tribune de la Convention par Barère, rapporteur du Comité de salut public, fin 1793 et début 1794, pour annoncer aux députés les victoires révolutionnaires. Ces discours, hymnes lyriques au ton claironnant, ont été appelés ainsi pour marquer leur analogie avec la chanson familière des patriotes.

## Anonymat
La Carmagnole serait née le 10 août 1792. D'après Dumersan, l'air viendrait de la ville de Carmagnola en Piémont. Pour Grétry, l'origine viendrait du port de Marseille.
Dans son recueil de chansons, Claude Duneton émet l'hypothèse que si l'auteur de La Carmagnole est resté anonyme, c'est qu'il était dangereux pour lui de la revendiquer. D'après lui, un chanteur populaire de rue comme Ladré n'aurait rien risqué. Il pense pour sa part que l'auteur est peut-être une femme, au vu du premier couplet qui s'adresse à Marie-Antoinette et non au roi, et au vu de certaines tournures de phrases. Il donne le nom de Mme Roland, dont la haine pour Marie-Antoinette était connue et dont le mari M. Roland, ministre du roi, fut lié aux événements des Tuileries. De plus, Mme Roland fut guillotinée le 9 novembre 1793 et son mari se suicida en apprenant sa mort, ce qui aurait empêché toute revendication ultérieure de paternité de la chanson.

## Musique
Mélodie de la Carmagnole, telle qu'imprimée en 1794 :

## Autres Carmagnoles
Il s'est écrit plusieurs Carmagnoles. 

- Une seconde version apparaît en 1793. On peut la trouver chantée par Francesca Solleville.

Les jours de fête, amusons-nous ...
De s'amuser il est si doux.
- La Carmagnole de Fouquier-Tinville est contemporaine de la Révolution et de la montée de Robespierre sur l'échafaud[7] :

Fouquier-Tinville avait promis
De guillotiner tout Paris.
Mais il en a menti,
Car il est raccourci.
- Le chant des Sanfédistes « Canto dei Sanfedisti » (milice paysanne catholique constituée à partir de 1799 dans le sud de l'Italie, luttant contre les armées révolutionnaires françaises pour la restauration du royaume Bourbon de Naples) s'inspire ironiquement de La Carmagnole.

A lu suono de viuline
Morte alli giacubbine.
Sona sona
Sona Carmagnola
Sona li cunzigli
Viva 'o rre cu la famiglia.
- La Carmagnole du parti ouvrier d'Eugène Pottier :

Vive le parti ouvrier !
Et son programme et ses congrès !
- Une autre version en 1869[8] :

Que faut-il au républicain ?
Du fer, du plomb et puis du pain
- Et en 1871[8] :

Vive la commune de Paris
Ses barricades et ses fusils
ou
Vive la commune de Paris
Ses mitrailleuses et ses fusils
La Commune battue
Ne s’avoue pas vaincue.
Elle aura sa revanche
Vive le son, Vive le son
- En 1880, on trouve La Carmagnole des tisseurs.
- Et le 8 février 1885, La Carmagnole des corbeaux de Jules Jouy[9].
- En 1889, Louise Quitrime, une ouvrière giletière parisienne membre du groupe Le Réveil de la femme et, avec son compagnon, tenancière de taverne acquise aux idées anarchistes, publie La Carmagnole des enfants, dans un recueil intitulé Rondes pour récréations enfantines.

Que demande le tout petit (bis)
Du bien bon lait et un chaud lit (bis)
Mais que de malheureux
Manquent de tout chez eux

Sans pain, ni feu, ni flamme
Vive le son, vive le son
Sans pain, ni feu, ni flamme
Vive le son du canon.
- En 1893, La Ravachole, chanson anarchiste de Sébastien Faure, toujours sur l'air de La Carmagnole est publiée pour la première fois dans l'Almanach du Père Peinard en 1894. Le nom fait référence à l'anarchiste François Ravachol qui avait lancé des bombes sur les domiciles des magistrats responsables de la condamnation d'anarchistes[11].

Dans la grande ville de Paris
Il y a des bourgeois bien nourris [...]
- Fin du XIXe siècle :

Que faut-il donc au plébéien
Le bonheur de tous et le sien
- En 1900, au Creusot, on chante :

La Carmagnole, c'est défendu
De la chanter dans la rue [...]
Elle sera la chanson de la dernière grande grève avant les répressions.

En 1909, on chante la Carmagnole des postiers :
Que demande un honnête postier ?
Qu'on ne maquille pas son dossier.
- Version de 1917 :

Vive la Commune de Russie
Ses mitrailleuses et ses fusils
- En 1957, lors de la grève des banques :

La grève à la BNCI
Comm' partout a bien réussi.
- Il existe également sur le même air un chant tout à l'opposé : La Catholique, qui a été écrite par Théodore Botrel au tout début du XXe siècle[12].

## Interprètes
Ont interprété, entre autres, la Carmagnole :
(Première version)
- Weber en 1902.
- M. Maguenat de la gaité Lyrique, 78t, années 1920. Écouter
- Armand Mestral en 1966.
- Johnny Hallyday en 1967
- Marc Ogeret, sur l'album Chansons « contre » , en 1968, Disque 33 tours, Vogue, CLVLX29 (1988 pour le CD, Disques Vogue). Prix de l'Académie Charles Cros. Écouter

et en 1989 dans l'album Chante la Révolution, Double album 30 cm, Socadisc Sc 370 (CD Socadisc, 1997).
- Rosalie Dubois en 1979.
- Catherine Ribeiro en 1988.
- Chorale populaire de Paris en 1989, dans l'album 1789, La Révolution française en chansons : Anthologie, Éditions Le chant du monde ; distrib. Harmonia mundi France.
- Julie Pietri sur l'album collectif La Révolution Française (par les chansons de la rue et du peuple), sorti en 1989.
- Serge Kerval en 1996.

(Deuxième version)
- Francesca Solleville sur le disque 33 tours sorti pour le bicentenaire de la Révolution française en 1989. Distribution Carrere, production Chantons 89 WH. n°66586 CA 272.

## Utilisation en musique classique
On retrouve des opéras très différents :
- Jocelyn de Benjamin Godard.
- Andrea Chénier d'Umberto Giordano. Dans cet opéra, qui se passe durant la Terreur, on retrouve aussi l'autre air très connu de cette période : Ah ! ça ira
- La Danse des Morts d'Arthur Honegger en 1938, dans la conclusion de sa deuxième partie éponyme.

Dans le genre du ballet, le compositeur originaire d'Odessa, Vova Femelidi, laisse[Quoi ?] La Camagnole.
Dans la musique orchestrale, on retrouve le thème de La Carmagnole dans la Symphonie no 16 en la majeur de Friedrich Witt.

## Dans la culture populaire
La Carmagnole est mentionnée dans divers poèmes et chansons, et entendue dans plusieurs films et jeux vidéo :
dans les poèmes
- 31 octobre, d'Eugène Pottier ;
- Vive la chanson, de Perchelet en 1832[14].

dans les chansons
- La Ravachole est une chanson anarchiste de la fin du XIXe siècle écrite et chantée sur l'air de La Carmagnole ;
- Léo Ferré évoque La Carmagnole au 2e couplet de sa chanson Paris, je ne t'aime plus[15] (1969).

On l'entend de façon aléatoire dans le jeu vidéo Assassin's Creed Unity (2014).
Au cinéma, on l'entend dans le film Napoléon de Ridley Scott (2023).